# 거우부리

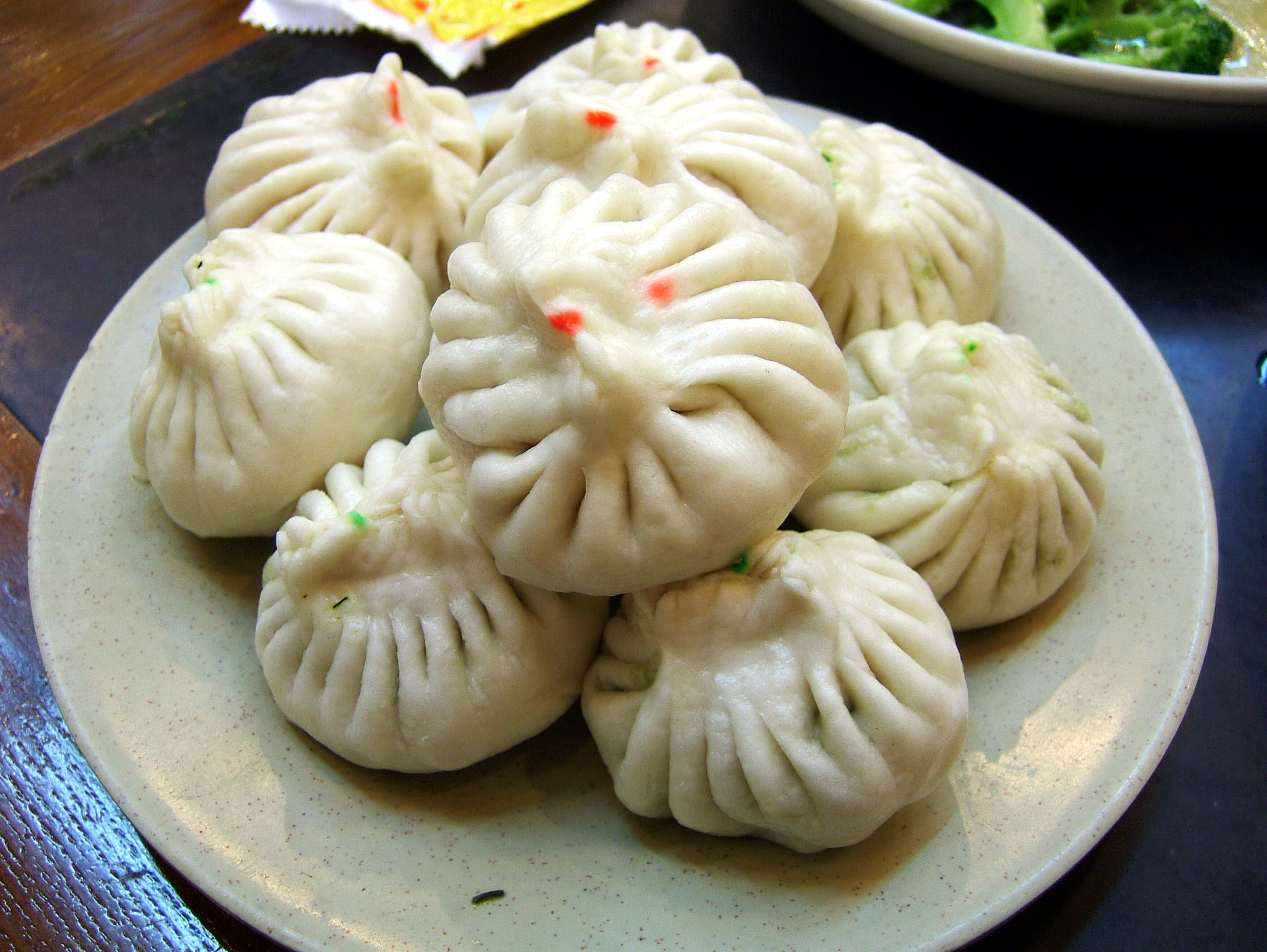
거우부리

거우부리바오쯔(狗不理包子)는 중국 톈진의 유명한 음식이다. 1960년대 이미 중국 국외로 냉동시켜 팔았다. 거우부리(狗不理)는 가게 상호 상표이며, 현재 이미 유명한 상표로 등록하였다.
구부리는 일찍부터 만드는 방법과 기타 다른 만두와는 다르며, 간장을 첨가하지 않고, 버섯의 일종인 구마(口蘑)와 닭, 육수, 그리고 소를 사용한다. 불완전 발효된 밀가루를 이용하여 (发面과 硬面을 혼용), 다른 만두보다 작다. 신선한 맛 때문에 모든 이들에게 사랑을 받고 있다.
위안스카이(袁世凯)가 직강총독(直隶总督)에 임하였을 때, 자희태후(慈禧太后)에게 이 만두를 상납을 하고 명성이 자자해졌다. 그 당시 이 만두의 제작방법이 특허권이 없어서 많은 상점에서 이 만두를 모방해서 만들었고, 현재 톈진 만두의 일반적인 형태가 되었다. 단, 구부리 가게의 만두는 더욱 더 정성을 들여 만들어지고 있고, 톈진 제일 명물이 되었다.
2005년 동인당(同仁堂)은 147년의 역사를 가진 톈진 구부리만두(狗不理包子)점을 런민비로 1억 6백만 위안에 입찰하고, 사들였다.

## 같이 보기
- 바오쯔